# Ароцький монастир
Аро́цький монасти́р (порт. Mosteiro de Arouca), або Монасти́р свято́ї Марі́ї (порт. Mosteiro de Santa Maria) — колишній монастир в Португалії, окрузі Авейру, муніципалітеті Арока, парафії Арока і Бургу (колишня Арока).  Патрон — Діва Марія, на честь якої названа обитель. Збудований в Х столітті. Споруджений в романському стилі. Первісно належав бенедиктинцям. 1154 року став жіночим монастирем. Стараннями португальської інфанти, блаженної Мафалди, що була настоятелькою монастиря, переданий Ордену цистеріанців (1226). Перебудовувався в XVI—XVIII століттях у готичному, маньєристському, бароковому стилях. Головний храм обителі набув сучасного вигляду в 1704—1718 роках. Занепав після розпуску релігійних орденів у Португалії (1834). Монастирську власність націоналізував уряд, а церква була віддана місцевій парафії. Національна пам'ятка Португалії (1910). Використовується як Ароцький музей сакрального мистецтва. Монастирський храм служить як Церква святого Варфоломея Авейрівської діоцезії.

## Назва
- Ароцький монастир святої Марії (порт. Mosteiro de Santa Maria de Arouca)
- Жіночий монастир святої Мафалди (порт. Convento de Santa Mafalda)
- Ароцьке абатство (порт. Abadia de Arouca)
- Ароцький музей сакрального мистецтва (порт. Museu de Arte Sacra de Arouca)
- Ароцька парафіяльна церква (порт. Igreja Paroquial de Arouca)
- Церква святого Варфоломея (порт. Igreja de São Bartolomeu)

## Галерея

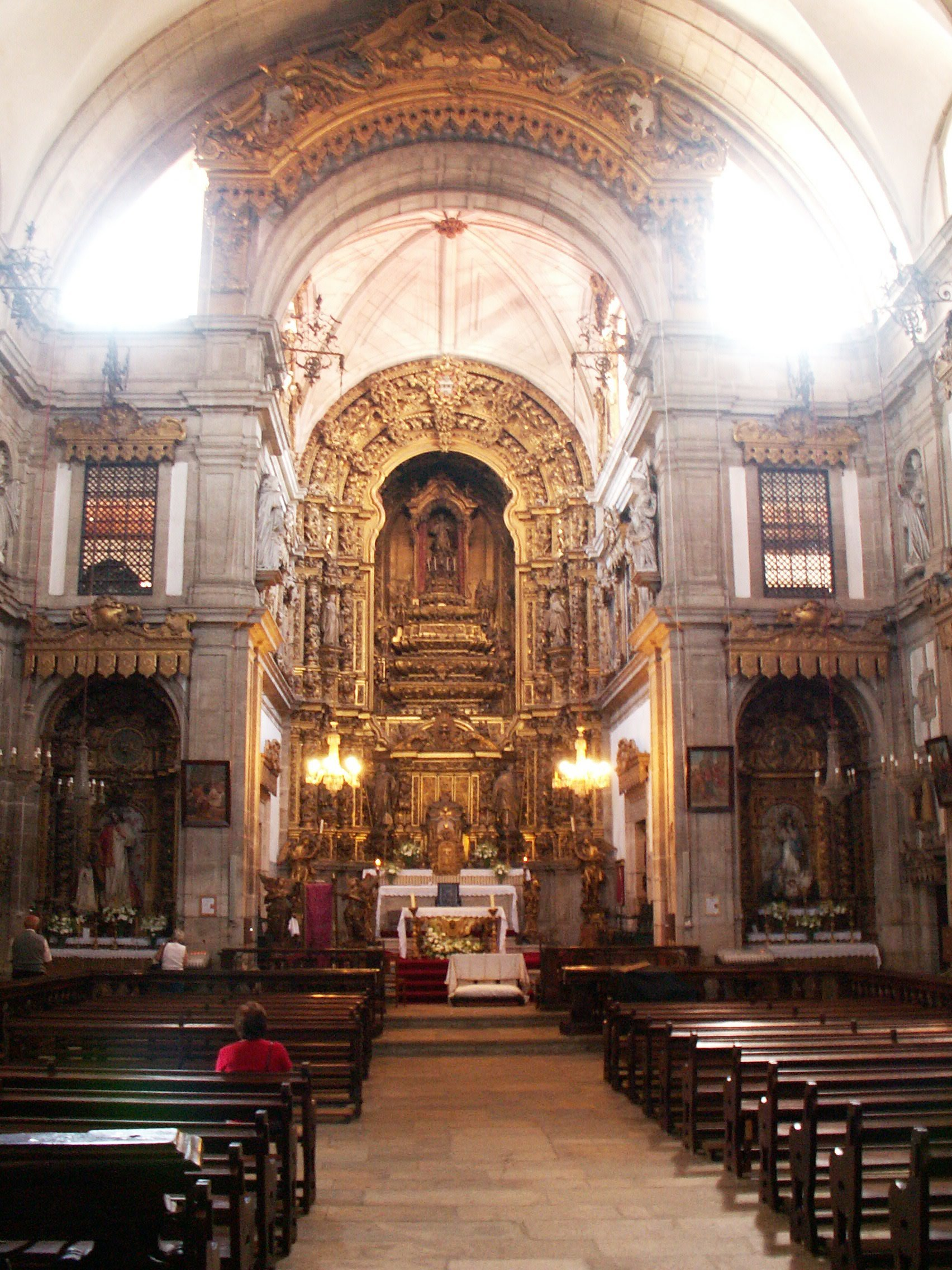
Вівтар церкви
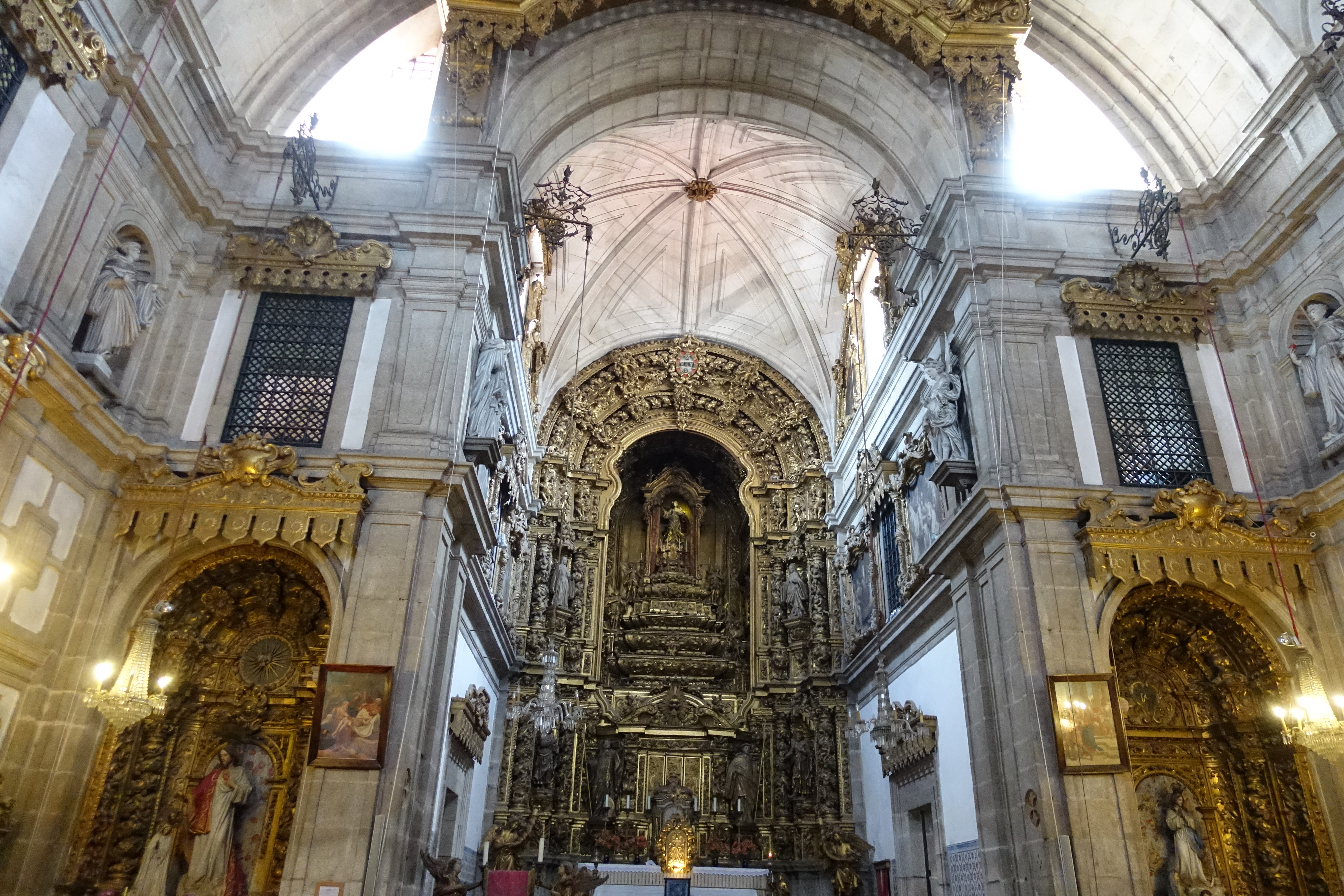
Інтер'єр церкви
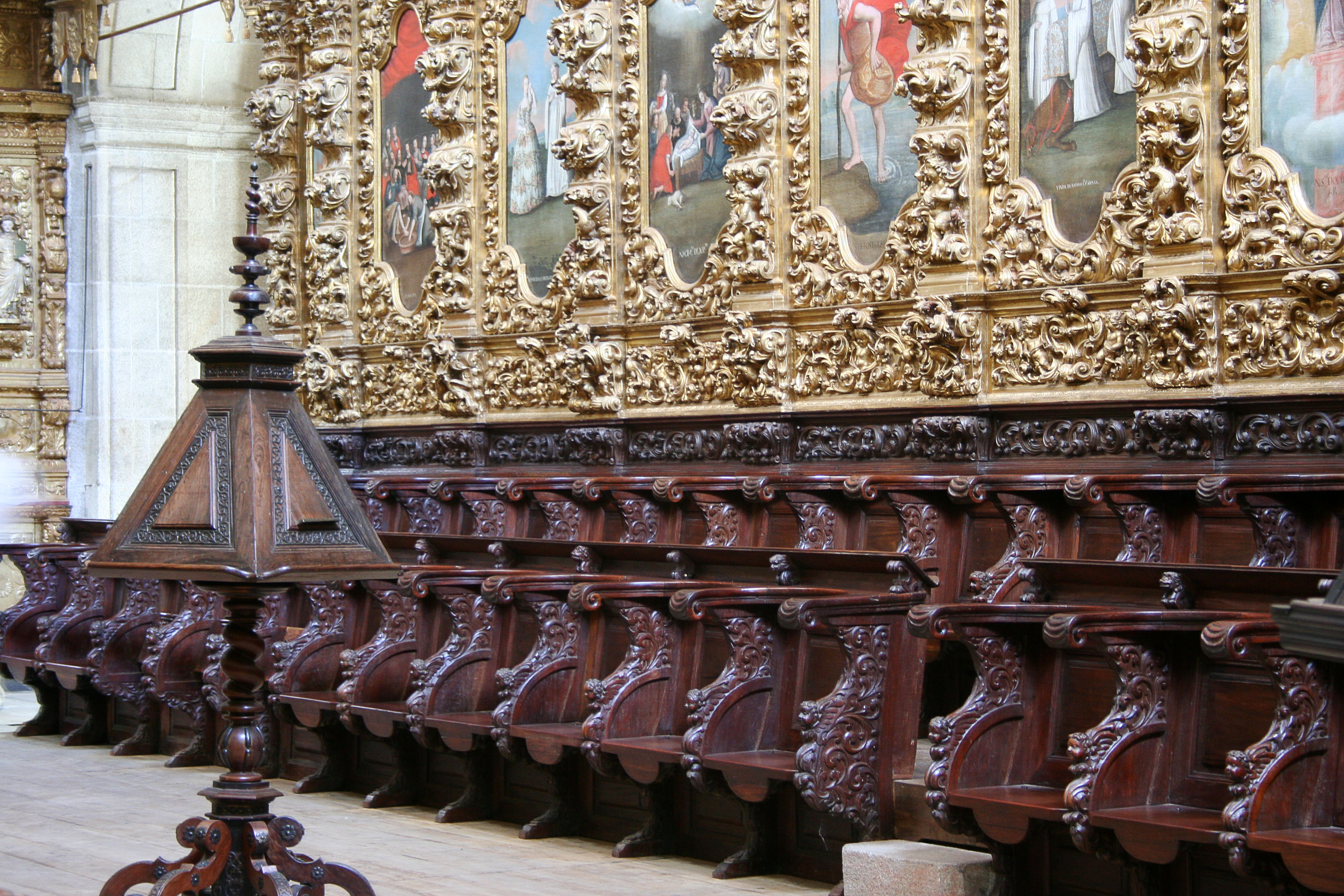
Хори церкви
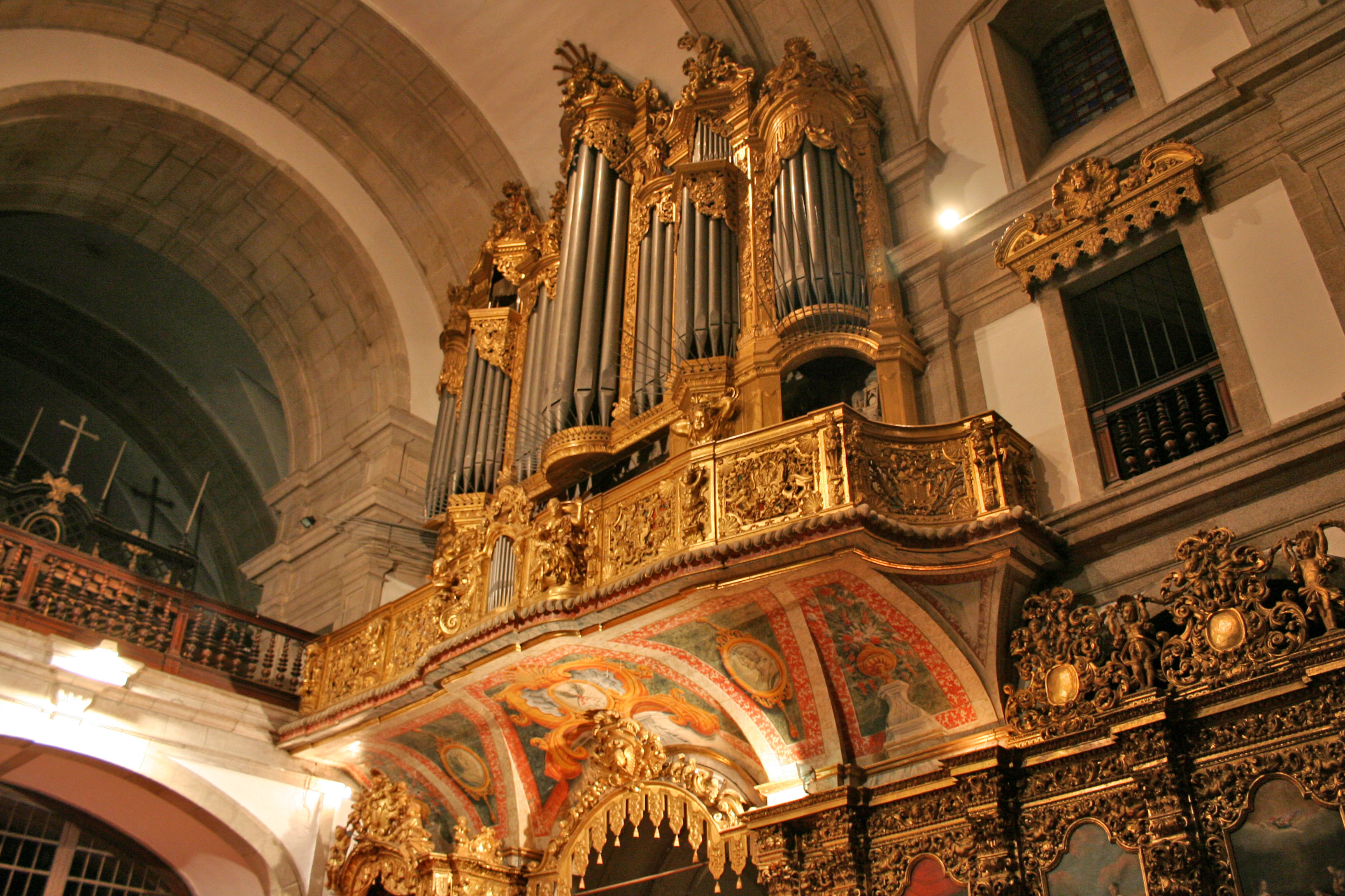
Орган церкви
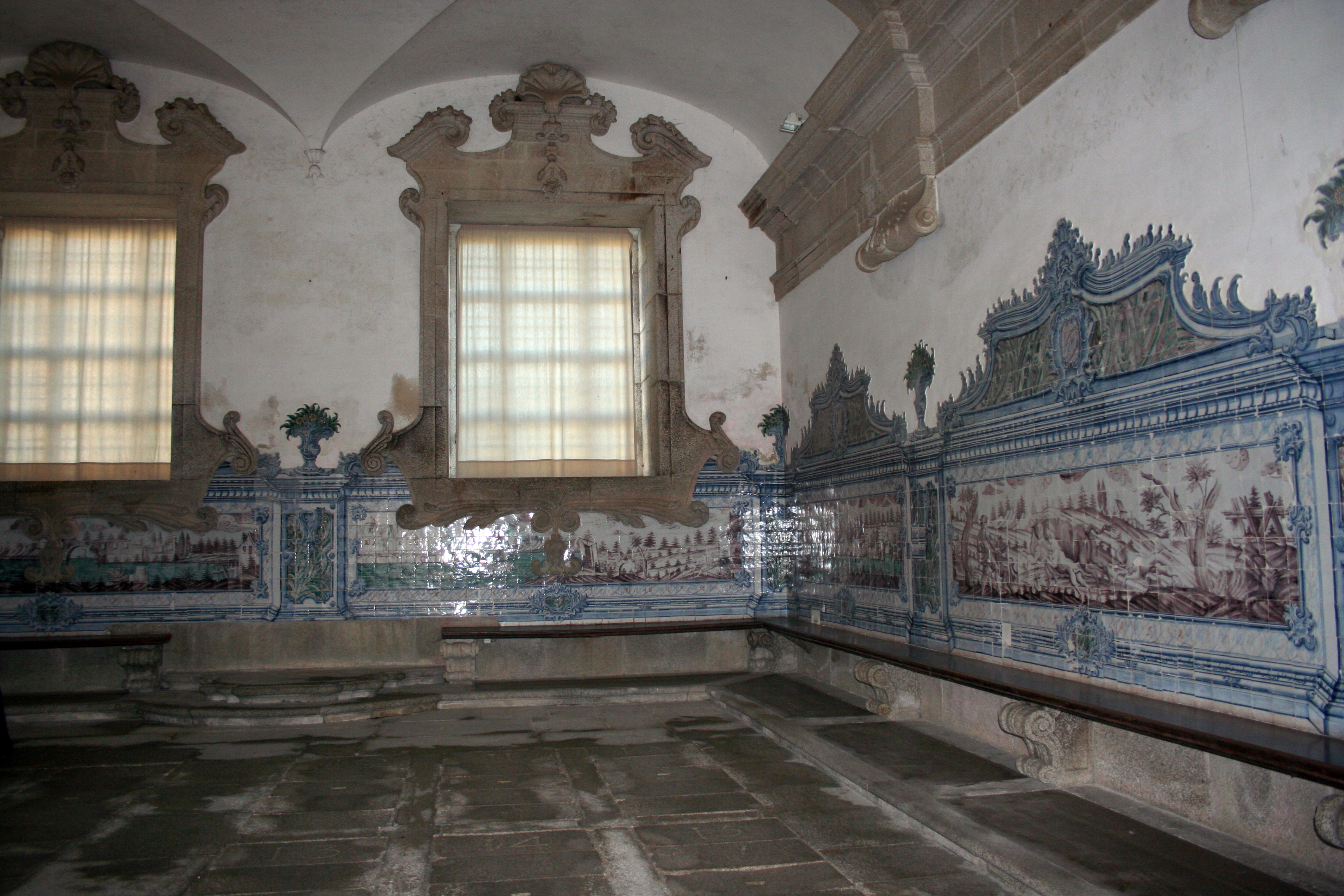
Капітула
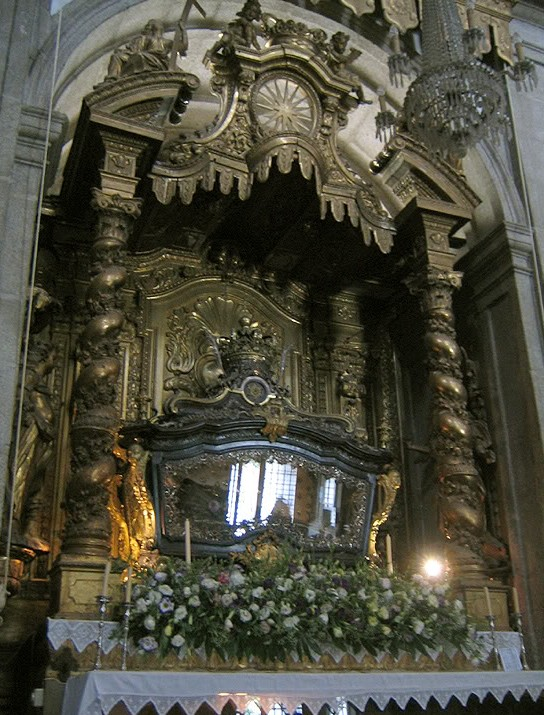
Гробниця Мафалди

## Похованні
- Мафалда Саншівна — португальська інфанта, королева Кастилії, донька португальського короля Саншу I.